# ペアト・モーヴァカ
ペアト・モーヴァカ（Peato Mauvaka、1997年1月10日 - ）は、トップ14スタッド・トゥールーザンに所属するラグビー選手。

## プロフィール
- ニューカレドニア・ヌメア出身。
- ポジションはフッカー(HO)。
- 身長 184cm、体重 124kg
- U20フランス代表に選ばれたことがある[1]。
- フランス代表キャップは6（2021年1月現在）。

## 略歴
2016年、トゥールーズに加入。
2019年、ラグビーワールドカップ2019のフランス代表に選ばれたが、負傷のため途中離脱した。